# Parsonsia apiculata
Parsonsia apiculata là một loài thực vật có hoa trong họ La bố ma. Loài này được (Bakh.f.) Mabb. mô tả khoa học đầu tiên năm 1997.